# Anna Chicherova
Anna Vladimirovna Chicherova (em russo:  Анна Владимировна Чичерова; Yerevan, 22 de julho de 1982), é uma atleta campeã olímpica e mundial russa, especialista em salto em altura.

## Carreira
Chicherova sempre esteve entre as melhores saltadoras do mundo por vários anos, apesar de sua estatura mais baixa que as concorrentes, participando de Jogos Olímpicos e Campeonatos Mundiais, conseguindo títulos nestes grandes eventos globais. Nos mundiais de Osaka 2007 e Berlim 2009, ela ficou com a medalha de prata dos dois eventos e nos Jogos de Pequim 2008 conquistou apenas o bronze. Depois de se afastar das competições durante o ano de 2010, devido ao casamento, gravidez e nascimento de sua filha Nika, ela retornou ao mundo do atletismo ganhando todas as competições importantes, e estabelecendo-se com a melhor saltadora do mundo, no lugar da croata Blanka Vlašić.
No Campeonato Mundial de Atletismo de 2011, em Daegu, na Coreia do Sul, depois de duas pratas em mundiais anteriores ela finalmente conquistou a medalha de ouro e o campeonato mundial do salto em altura feminino. Em Londres 2012 – depois de saltar a melhor marca do ano e novo recorde indoor russo, 2,06 m, em fevereiro, na Alemanha – Chicherova tornou-se campeã olímpica ao saltar 2,05 m, derrotando a norte-americana Brigetta Barrett e sua compatriota Svetlana Shkolina.
Sua melhor marca pessoal é 2,07 m obtida em Cheboksary em 22 de julho de 2011, ficando a dois centímetros do recorde mundial de Stefka Kostadinova de 1987, também outro fenômeno de apenas 1,80 cm de altura.  Ela integra o clube atlético das Forças Armadas da Rússia baseada em Moscou e é treinada por Yevgeniy Zagorulko, técnico dos também campeões olímpicos do salto em altura Sergei Klyugin e Yelena Yelesina, campeões em Sydney 2000, Andrei Silnov (Pequim 2008), Ivan Ukhov (Londres 2012) e Yelena Slesarenko (Atenas 2004).
Favorita para a medalha de ouro em Moscou 2013, o Campeonato Mundial de Atletismo realizado em casa, na Rússia, Chicherova saltou apenas 1,97 m, ficando com a medalha de bronze, dividida com a espanhola Ruth Beitia. No Mundial seguinte, Pequim 2015, ficou novamente com o bronze e um salto de 2,01 m.

## Doping
Em 24 de maio de 2016, Chicherova foi incluída pelo COI numa lista anunciada de 14 atletas russos, entre um total de 31 de diversas nacionalidades, que testaram positivo após exames refeitos por novos métodos de investigação em amostras coletadas e guardadas de Pequim 2008. Em 6 de outubro de 2016 ela foi oficialmente desclassificada dos Jogos de 2008 e perdeu a medalha de bronze conquistada após a reanálise de seu teste antidoping acusar o uso da substância turinabol.